# Tonestus lyallii
Tonestus lyallii là một loài thực vật có hoa trong họ Cúc. Loài này được (A.Gray) A.Nelson miêu tả khoa học đầu tiên năm 1904.